# Mull Museum

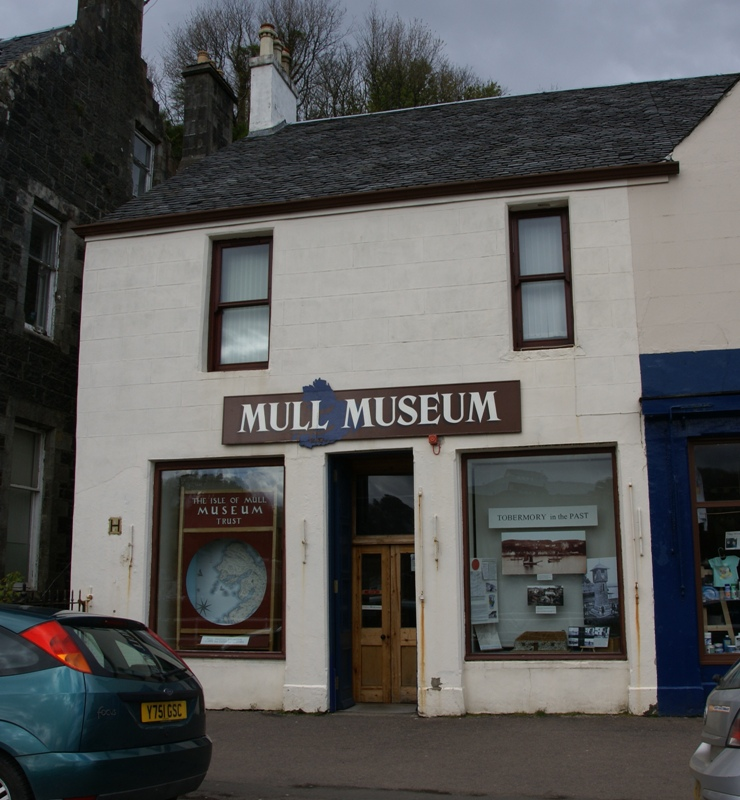
Het Mull Museum.

Het Mull Museum is een museum, gelegen in Tobermory op Mull in de Schotse regio Argyll and Bute.

## Geschiedenis
Het Mull Museum begon in de jaren zeventig van de twintigste eeuw als een kleine en tijdelijke zomertentoonstelling. In 1986 betrok het museum de locatie aan de Main Street in Tobermory. Het gebouw, een voormalige bakkerij, werd gerestaureerd en de ovens werden opgenomen in de permanente tentoonstelling. Het museum wordt draaiende gehouden door vrijwilligers.

## Tentoonstellingen
In het Mull Museum wordt de geschiedenis van het eiland Mull verhaald. Er wordt aandacht besteed aan de leefwijzen van de mensen in de bronstijd en ijzertijd en de archeologische vondsten uit die tijd, de duns en brochs. Daarnaast wordt aandacht besteed aan de Vikingtijd, de middeleeuwen, de kastelen en de clans. Ook het leven van de mensen uit Mull uit de latere eeuwen wordt belicht, onder meer met de alledaagse attributen uit die tijden.